# Лотарёва, Рэна Михайловна
Рэна Михайловна Лотарёва (25 августа 1932, Свердловск — 12 февраля 2018, Екатеринбург) — советский и российский учёный-архитектор, специалист в области истории градостроительства России. Профессор УрГАХУ, Заслуженный работник высшей школы РФ, член Союза архитекторов СССР и России.

## Биография
Родилась в Свердловске в 1932 году.
В 1956 году окончила строительный факультет Уральского политехнического института, в 1966 году — аспирантуру. В 1975 и 1979 годах училась на факультетах повышения квалификации Московского архитектурного института.
В 1956—1959 годах работала ассистентом на кафедре городского строительства и хозяйства Уральского политехнического института. В 1957—1963 годах работала старшим архитектором и руководителем группы в свердловском Горпроекте и Свердлоблпроекте.
В 1966—1967 годах вернулась в УПИ, где работала ассистентом на кафедре архитектуры. В 1967 году перешла на работу в Уральский государственный архитектурно-художественный университет, где была старшим преподавателем, доцентом, а затем профессором кафедры архитектуры промышленных зданий и сооружений. В 1974 году защитила кандидатскую диссертацию по теме «Развитие архитектурно-планировочных структур промышленных городов Урала».
Среди основных проектных работ Р. М. Лотарёвой выделяют проекты детальной планировки Химмаша (1962) и северной промышленной зоны Екатеринбурга (1963), проектные предложения по реконструкции предзаводской зоны Уралвагонзавода в Нижнем Тагиле (1982—1985).
Принимала участие в международном симпозиуме «Архитектурно-художественный о лик городов» (1972), международной научной конференции TICCIH «Сохранение индустриального наследия: мировой опыт и российские проблемы» (1993), всемирной конференции ЮНЕСКО «Культурное достояние Урала и Сибири».
В 2011 году на конкурсе «Лучшее печатное издание об архитектуре и архитекторах» монография Р. М. Лотарёвой «Города-заводы России. XVIII — первая половина XIX века» получила серебряный диплом Союза архитекторов России.
Скончалась 12 февраля 2018 года. Похоронена вместе с родителями на Сибирском кладбище Екатеринбурга.

## Членство в организациях
- Член Союза архитекторов СССР (с 1962 года)[1]
- Член правления свердловского отделения Союза архитекторов (1963—1970 годы)[1].

## Награды и звания
- Победитель социалистического соревнования (1974)[1]
- Медаль «Ветеран труда» (1986)[1]
- Медаль УГАХА «За творчество» (1997)[1]
- Заслуженный работник высшей школы РФ (2001)[3].

## Семья и личная жизнь
Рэна Михайловна с матерью Галиной жила на Урале. Была замужем, но развелась в молодости.
Рэна Михайловна внучатая племянница и наследница коллекционера Казимиры Басевич. В 2017—2018 годах она передала в дар предметы искусства из унаследованной коллекции Екатеринбургскому музею изобразительных искусств (38 произведений) и Третьяковской галерее (17 произведений русских художников, 4 скульптуры и более 200 предметов декоративно-прикладного искусства).